# ロサ・ギガンティア
ロサ・ギガンティア (Rosa gigantea) は、ヒマラヤ山脈山麓・標高1,000 - 1,500メートル地帯のインド北東部、ミャンマー北部、中華人民共和国南西部（雲南省）を原産地とするバラ科バラ属の種。

## 概要
その名が示す通り（"giganteus"はラテン語で「巨大な」を意味する）、バラの中でも最も大きな種である。つる性のバラで、頑丈な鉤状のとげで高さ20メートル以上の他の樹木の樹冠まで登る。葉は半常緑で長さ15 - 25センチメートルの複葉（通常7枚の長さ4 - 8センチメートルの小葉を持つ）。花は白か、クリーム色か、黄色で、直径10 - 14センチメートルとあらゆる野バラの中でも最大である。実は黄色またはオレンジで直径2.5 - 3.5センチメートル、堅牢でしばしば翌年の春まで越冬し、次の花が咲くまで残っている。

## シノニム
シノニムとされるものを以下に記す。
- R. gigantea
- R. duclouxii
- R. macrocarpa
- R. xanthocarpa

R. macrocarpa と R. xanthocarpa はインドのバラの権威であるジョージ・ワットが、1888年にインドのマニプル州で発見し記載した。これらは現在では同じ種であると考えられている。異なっている点として主張された R. macrocarpa の特徴（より深い黄色の花、4-7枚の小葉を持つより大きな葉、大きな黄色の実）は、一貫性がない。

## 交配
ロサ・ギガンティアとティー・ローズあるいはハイブリッド・ティーが交配され、ベル・ポルテュゲーズやラ・フォレットなどの品種が生み出された。